# Высокое (Чудовский район)
Высокое — деревня в составе Трегубовского сельского поселения Чудовского района Новгородской области России.

## География
Деревня расположена на правом берегу реки Волхов.

## История
Согласно «Списку населенных мест и сведений о селениях Новгородской губернии» в 1884 году село Высоко относилось к Коломенской волости Новгородского уезда Новгородской губернии
Согласно «Списку населенных мест Новгородской губернии» в 1907 году село Высоко относилось к Высоковской волости Новгородского уезда Новгородской губернии.